# En un momento aún mejor
En un momento aún mejor (en italiano, Ancora più bello) es una película de comedia dramática y romance italiana de 2021 dirigida por Claudio Norza, es una secuela de la película Sul più bello.

## Sinopsis
Han pasado doce meses y la historia entre Marta y Arturo ha terminado. Todo parece ir mal cuando de repente llega una llamada telefónica del hospital: se ha encontrado un donante compatible para Marta.

## Distribución
La película se estrenó en los cines italianos a partir del 16 de septiembre de 2021.

## Recepción
Paola Casella de MYmovies.it asigna a la película 3 estrellas de 5, afirmando y elogiando a la actriz principal sobre todo, afirmando: "Ludovica Francesconi se confirma como una presencia escénica irresistible que solo es suficiente para" hacer la película ". Del mismo modo, Comingsoon.it también asigna 3 estrellas de 5 a la película.

## Secuela
El 31 de enero de 2022 se estrenó la tercera entrega de la serie titulada Siempre en el mejor momento.